# مادو ایر
مادو ایر یک خواننده پلی بک هندی است. او آهنگ‌هایی را برای فیلم‌ها و آلبوم‌ها به زبان‌های مختلف هندی ضبط کرده است و خود را به‌عنوان خواننده شناخته‌شده پخش سینمای جنوب هند تثبیت کرده است. مادو از سنین پایین آرزو داشت که خواننده پلی بک شود. او در چهار سالگی شروع به اجرا روی صحنه کرد.
مادو ایر در سالهای اولیه و زندگی شخصی خود به مادومیتا سرینیواسان معروف بود. او در سال ۲۰۱۳ با آراویند راجاگوپالان ازدواج کرد و دارای دو فرزند اکالایا و آراتانا است.

## فیلم‌شناسی
| سال  | فیلم              | ترانه             | آهنگساز          | زبان  |
| ---- | ----------------- | ----------------- | ---------------- | ----- |
| ۲۰۲۲ | کالاگا تالایوان   | نیلادو            | آرول کورلی       | تامیل |
| ۲۰۱۹ | پرانبو            | ستیوپوچو ماناسو   | سارگما           | تامیل |
| ۲۰۱۸ | ساواراکاتی        | آنانتو پار        | آرول کورلی       | تامیل |
| ۲۰۱۸ | اورو کوپای کاتای  | باران خواهد بارید | به موسیقی فکر کن | تامیل |
| ۲۰۱۶ | آژاگو کوتی چلم    | تیروواساگام       | به موسیقی فکر کن | تامیل |
| ۲۰۱۴ | آماره کاویام      | دیوا دیوادهی      | سینماهای ساتیام  | تامیل |
| ۲۰۱۴ | تعداد (فیلم ۲۰۱۴) | خود زندگی         | ک (آهنگساز)      | تامیل |